# 신데렐라와 네 명의 기사
《신데렐라와 네 명의 기사》는 2016년 8월 12일부터 2016년 10월 1일까지 방영된 tvN 불금불토스페셜이다.

## 기획의도
닮은 듯, 닮지 않은 하늘그룹의 3명의 사촌 형제들이 살고 있는 대저택 ‘하늘집’에 입성하게 된 여자가 통제 불가능한 재벌 3세들과 함께 위험천만한 동거를 시작하면서 일어나는 스무 살 청춘들의 풋풋하고 발칙한 이야기를 담은 청춘 로맨스

## 등장 인물

### 주요 인물
- 정일우 : 강지운(20세) 역 (아역 박민수) - 하늘집 둘째, 강 회장 차남의 아들, 은하원의 연인
- 박소담 : 은하원(20세) 역 (아역 이나윤) - 강지운의 연인
- 안재현 : 강현민(20세) 역 (아역 전진서) - 하늘집 첫째, 강 회장 장남의 아들, 박혜지의 연인
- 손나은 : 박혜지(20세) 역 (아역 박지소) - 강현민의 연인
- 이정신 : 강서우(20세) - 하늘집 셋째, 강 회장 삼 남의 아들
- 최민 : 이윤성(25세) 역 (아역 조용진) - 하늘 그룹 비서

### 하늘집 사람들
- 김용건 : 강종두 역 - 하늘 그룹 회장. 현민·지운·서우의 할아버지
- 김혜리 : 지화자 역 - 강 회장의 다섯 번째 부인, 이윤성의 생모

### 하원의 주변 인물
- 서현철 : 은기상 역 - 은하원의 아버지
- 최은경 : 박수경 역 - 새 어머니, 유나의 어머니
- 고보결 : 최유나 역 - 의붓자매
- 조혜정 : 홍자영 역 - 절친한 친구

### 그 외 인물
- 신동미 : 한정순 (옥선) 역 - 은하원의 어머니 (고인)
- 조경훈 : 강지운이 일하던 카센터 사장 역
- 김강현 : 강서우의 매니저 역
- 문세윤 : 은하원이 알바 하던 편의점 점장 역
- 강의식 : 동식 역
- 김선웅 : 강현민 친구 역
- 진주형
- 김인호
- 진혜원
- 정영주 : 벌교댁 역
- 조은숙 : 강현민의 어머니 역
- 이아현 : 강서우의 어머니 역
- 김지성 : 강지운의 어머니 역
- 공정환 : 강영진 역
- 김영재 : 강회장의 차남 역 - 강지운의 아버지
- 손선근
- 박규점
- 박영수 : 김 집사 역
- 최대성 : 원단 도매상 역
- 박효준 : 카센터에서 항의하던 진상 고객 역
- 전혜영
- 공다임
- 김광섭
- 김소혜
- 송하림
- 강석호
- 김학규
- 송우석
- 김수인
- 서한결
- 김인섭
- 온지혜
- 김예하
- 홍정민 : 아이 역
- 박경원 : 아이 역
- 김준혁 : 아이 역
- 박은지 : 방송 진행자 역
- 조연우
- 한동환
- 이준희
- 남현
- 홍지희
- 김세온
- 박수연
- 서보익 : 기자 역
- 이보라
- 조수현
- 김혜윤 : 편의점 알바생 역
- 천이슬 : 강현민의 소개팅 녀 역
- 오승찬
- 정민성
- 성현미
- 유금
- 박귀순 : 스님 역
- 김은경
- 김은혜
- 유연주
- 남상란
- 이경준
- 김동균 : 의사 역
- 박지소
- 장준호
- 한춘일
- 이타
- 오정원
- 김일현
- 서진욱 : 의사 역
- 이창
- 지유
- 박성균
- 주동희
- 송우석
- 이웅희
- 강성철
- 최교식
- 김민호
- 정다운
- 신원우
- 장준호
- 나종찬
- 이범규
- 최성웅
- 현숙희
- 최윤준
- 김현빈 : 정현 역
- 최규환
- 서광재
- 리민
- 정수인
- 한그림
- 한여울
- 김상일
- 강문경
- 한태희
- 문수종
- 장준호
- 윤지희
- 김종호
- 염정구

## 시청률
최저 시청률과 최고 시청률은 시청률 조사회사와 지역별로 시청률에 차이가 있을 수 있습니다.
| 2016년 | 2016년   | 2016년     | 2016년      |
| 회차   | 방송일   | AGB 시청률 | TNmS 시청률 |
| ------ | -------- | ---------- | ----------- |
| 제1회  | 8월 12일 | 3.549%     | 3.7%        |
| 제2회  | 8월 13일 | 1.798%     | 2.5%        |
| 제3회  | 8월 19일 | 2.680%     | 4.7%        |
| 제4회  | 8월 20일 | 2.230%     | 2.8%        |
| 제5회  | 8월 26일 | 2.967%     | 3.8%        |
| 제6회  | 8월 27일 | 3.903%     | 4.0%        |
| 제7회  | 9월 2일  | 3.216%     | 4.2%        |
| 제8회  | 9월 3일  | 3.031%     | 4.0%        |
| 제9회  | 9월 9일  | 3.036%     | 3.3%        |
| 제10회 | 9월 10일 | 2.748%     | 3.1%        |
| 제11회 | 9월 16일 | 2.392%     | 3.0%        |
| 제12회 | 9월 17일 | 2.009%     | 2.8%        |
| 제13회 | 9월 23일 | 2.601%     | 3.2%        |
| 제14회 | 9월 24일 | 2.407%     | 3.2%        |
| 제15회 | 9월 30일 | 2.456%     | 3.1%        |
| 제16회 | 10월 1일 | 3.118%     | 3.8%        |